# The Abandoned – Die Verlassenen
The Abandoned – Die Verlassenen (Originaltitel: Los Abandonados) ist ein spanisch-britisch-bulgarischer Horrorfilm aus dem Jahr 2006 von Regisseur Nacho Cerdà. Der Film handelt von einer amerikanischen Filmproduzentin, die in ihr Heimatland Russland zurückkehrt, um ihre geheimnisvolle Herkunft zu ergründen.

## Handlung
Die amerikanische Filmproduzentin Marie Jones, die vor fast 41 Jahren in Russland als Baby von einem britischen Ehepaar adoptiert wurde, reist in ihr Geburtsland, um Informationen über ihre leiblichen Eltern zu sammeln, die sie niemals kennenlernte. Die geschiedene Frau, die mittlerweile ebenfalls Mutter einer Tochter ist, erfährt unerwarteterweise beim ortsansässigen Notar Misharin, dass sie ein weit abgelegenes Haus ihrer unter mysteriösen Umständen verstorbenen Mutter Olga geerbt hat. Kurzerhand beschließt sie, den Ort ihrer frühen Kindheit zu besuchen. Die Reise erweist sich jedoch als äußerst schwierig, da keiner der abergläubischen Einwohner bereit ist, sie zu dem unheimlichen und verfluchten Anwesen zu führen. Der wortkarge Anatoli erweist sich als Retter und fährt sie mit einem alten Lastwagen in das heruntergekommene Landhaus inmitten eines Flusses, umgeben von Wäldern im russischen Nirgendwo.
Als sie abends ankommen, verschwindet ihr einheimischer Führer aber spurlos, und Marie ist gezwungen, das alte Gemäuer allein zu durchstöbern. Im Haus wird sie dabei von ersten übersinnlichen Erscheinungen heimgesucht, bevor sie das Bewusstsein verliert. Als sie wieder erwacht, begegnet sie Nikolai, einem Soldaten, der sich als ihr Zwillingsbruder ausgibt und ebenfalls auf der Suche nach seiner Vergangenheit ist. Marie misstraut ihrem Bruder an diesem unheimlichen Ort. Nach einer Weile begegnen sie umherziehenden Geisterscheinungen, die ihnen wie Doppelgänger gleichen, jedoch fürchterlich entstellt sind. Die beiden können sich anfangs diese merkwürdigen Geschehnisse nicht erklären, da teilweise ihre Wahrnehmungen mit der Realität verschmelzen und sich ständig Raum- und Zeitebenen verschieben.
Nikolai lüftet jedoch bald das Geheimnis und erkennt, dass sie diesem verdammten Ort vermutlich nicht entfliehen können. Der von den Toten wiederauferstandene Vater – es handelt sich hierbei um den Notar – sehnt sich nach seiner Familie und lotste die beiden noch lebenden Geschwister am Vorabend ihres Geburtstages an jenen Ort, wo sie eigentlich vor über 40 Jahren gemeinsam mit ihrer Mutter hätten sterben sollen. Dank ihrer couragierten Mutter, die sich einst schwer verletzt dem wahnsinnigen Vater entgegenstellte und ihn tötete, konnten sie seinerzeit überleben. Mit dem gewaltsamen Tod der Geschwister sollen sich nun ihre Schicksale erfüllen, so dass der Vater seine geliebte Familie statt die stellvertretenden Doppelgänger um sich scharen kann.
Nach Mitternacht, also an ihrem Geburtstag, überschlagen sich jedoch die Ereignisse. Während Nikolai sich seiner Bestimmung fügt und äußerst brutal stirbt, lehnt sich Marie gegen ihr vorbestimmtes Ende auf, scheitert jedoch und ertrinkt. Am Ende des Films hört man die melancholische Stimme von Emily, Marie Jones’ Tochter, die dem Zuschauer mitteilt, dass sie im Grunde schon beim Aufbruch ihrer Mutter wusste, dass sie nicht mehr zurückkehren würde. Des Weiteren erklärt sie, dass sie in dieser langen Periode niemals den Wunsch verspüre, ihrer Mutter oder ihren unbekannten Großeltern nachzuforschen, viel lieber sei sie verlassen.